# Владимировский сельсовет (Новосибирская область)
Владимировский сельсовет — сельское поселение в Убинском районе Новосибирской области Российской Федерации.
Административный центр — село Владимировское.

## История
Статус и границы сельского поселения установлены Законом Новосибирской области от 2 июня 2004 года № 200-ОЗ «О статусе и границах муниципальных образований Новосибирской области»

## Население
| 2002 | 2010 | 2012 | 2013 | 2014 | 2015 | 2016 |
| ---- | ---- | ---- | ---- | ---- | ---- | ---- |
| 703  | ↘493 | ↘474 | ↘469 | ↘450 | ↘436 | ↘415 |
| 2017 | 2018 | 2019 | 2020 | 2021 |      |      |
| ↘409 | ↘402 | ↘393 | ↘391 | ↘364 |      |      |

## Состав сельского поселения
| № | Населённый пункт | Тип населённого пункта       | Население |
| - | ---------------- | ---------------------------- | --------- |
| 1 | Владимировское   | село, административный центр | ↘359      |
| 2 | Ксеньевка        | деревня                      | ↘49       |
| 3 | Новая Качемка    | посёлок                      | ↘70       |
| 4 | Шушковский       | посёлок                      | ↘15       |